# Leon M. Keer
Leon M. Keer (Los Angeles, 13 de setembro de 1934)  é um engenheiro estadunidense.
Keer estudou no Instituto de Tecnologia da Califórnia, onde foi bacharel em 1956 e mestre em 1958. Obteve um doutorado em 1962 na Universidade de Minnesota, orientado por Lawrence E. Goodman, com a tese The contact stress problem for elastically identical spheres. Em 1963/64 foi Preceptor na [Universidade Columbia]]. Em 1964 foi Professor Assistente e em 1970 Professor na Universidade Northwestern, e desde 1994 Walter P. Morphy Professor de Engenharia Civil.
Em 2003 recebeu a Medalha Daniel C. Drucker e em 2011 a Medalha Mindlin. É membro da Sociedade dos Engenheiros Mecânicos dos Estados Unidos, da Sociedade Americana de Engenheiros Civis, da Acoustical Society of America, da Academia Nacional de Engenharia dos Estados Unidos (1997) e da American Academy of Mechanics.

## Obras
- com H. S. Cheng: Solid contact and lubrication, ASME Special Publications, 1980.